# Seuneubok Dalam (Rantau Selamat)
Seuneubok Dalam is een bestuurslaag in het regentschap Aceh Timur van de provincie Atjeh, Indonesië. Seuneubok Dalam telt 610 inwoners (volkstelling 2010).